# کروانت
کروانت (به فرانسوی: Crevant) یک کمون در فرانسه است که در اندر واقع شده‌است. کروانت ۳۶٫۵۴ کیلومتر مربع مساحت و ۷۳۸ نفر جمعیت دارد و ۳۶۹ متر بالاتر از سطح دریا واقع شده‌است.